# Podzvizd
Podzvizd je naseljeno mjesto u općini Velika Kladuša, Federacija Bosne i Hercegovine, BiH.

## Povijest
Stari grad Podzvizd sagrađen je na šiljastom brdu. Na glavici ima visoku kulu. Nedaleko od grada je crkvina gdje je 1334. i 1501. godine stajala župna crkva sv. Martina u Kreščićima. Druga crkvina je bliže rijeci Glini na Božinu brdu. Uz Vranograč Podzvizd je pripadao plemenitim potomcima Kreča, Kupiše i Raka te i starim rodovima u starohrvatskoj županiji Pset. Poveljom od 1264. godine kralj Bela IV. braću Kreča, Kupišu i Raka nadario je prostranom zemljom oko Topuskog blizu plemena Žalačkog i Hresanskog na prostoru današnjeg Podzvizda i Vranograča. Za darovane zemlje Podzvidza i Vranograča bila su braća jedino dužna poslati u kraljevsku vojsku tri konjanika, ako bi ih na to ban pozvao, a sam kralj osobno ratovao. Plaćali su desetinu samostanu u Topuskom. Na zapovijed bana Petra Sudara 1388. godine ustanovljene su međe između plemića Kreščićkih i knezova Blagajskih na imanjima u Bruvnu i Bojni. 
U vrijeme borbe između bosanske stranke i pristaša kralja Žigmunda držali su Kreščići da je došla zgoda da se mogu otresti svake obaveze prema opatiji Topuskoj. Zato uskratiše desetinu, ali ih je godine 1430., ban Fridrik Celjski opet prisilio na podavanje desetine.
Za obranu od Turaka s dozvolom kralja Ladislava podigoše 1456. u Podzvizdu i Vranograču od kamena.
Da se gradovi ne otuđe držali su plemići Kreščićki u njima svog župana koji je dobivao trećinu sudbenih globa.
Pravo je čudo da slobode Kreščićke nisu izgubljene još u XV. stoljeću pored grabežljive vlastele. Osobito je grabežljiv bio Martin Frankopan koji je Kreščiće prisvajao. Kasnije je oko 1470. godine to svoje nezanito pravo Martin Frankopan ustupio Ivanu Frankopanu Cetinskom koji nadari svog službenika Jurišu Farkašića Podzvizdom.
Ivan kozal iz Čavice i Bernardin Tumpić iz Zečeva iznevjeriše se plemićima Kreščićkim te se nametnuše 1520. kao gospodari gradova Podzvizda i Vranograča. Tome je, pored pokvarenih plemića, kriva bila i kraljevska kancelarija koja je za dobre novce darivala i prodavala imanja osobito onih plemena i općina koji se ne mogu dovoljno sami braniti. Tako su stekli kraljevske darovnice na Podzvizd i Vranograč god. 1503. Nikola Vojković i Mađar Ivan Bornemisa, a godine 1522. banovci Baltazar Alapić i Benko Baćan.
Svi oni nisu zaposjeli Podzvizd i Vranograč, ali su nanosili štetu plemićima Kreščićkim. 
Godine 1525, braća Ivan, Bernardin i Andrija Tumpić, koji su prisvojili gradove Podzvizd i Vranograč, Petru Kegleviću za tisuću zlatnih dukata posuđuju polovicu gradova Podzvizd, Vranograč i Čavica.
Još gore su plemići Kreščićki prošli izborom za svog starješinu 1547. godine bana Nikole Zrinskog. Banu ustupiše Kreščići svečanim ugovorom sklopljenim u kaptolu Zagrebačkom veća prava i pogodnosti nego ikome drugom. Nikad ne bi Kreščići tako postupili da se nisu bojali neke nove kraljeve darovnice. 
Još iste godine, 1547. kralj  Ferdinand I.
 darovao je gradove Podzvizd i Vranograč svojim generalima Nikoli Salmu i Ivanu Ungnadu. Već 1549. godine htio je Nikola Šubić Zrinski da plemiće Kreščićke pokori. No plemići su se obratili kralju. Kad je Nikola Šubić Zrinski 1559. odstupio s banske časti pokušao je sa svojim nasljednikom Petrom Erdődijem gradove Podzvizd i Vranograč zmanijeniti za druga imanja. Pri tom nasilju svečano se ogradiše plemići Kreščićki, poslavši u Zagrebački kaptol svoje ljude Luku Šimičevića i Mateja Bilića. Plemići Kreščićki su tad uspjeli obraniti svoja prava na Podzvizd i Vranograč. Knezovi Erdődy nikad se ne spominju kao vlastela ni kao starješine Kreščićke.
Ratni događaji rastoče plemiće Kreščićke. Malkoč-beg porobi i popali dva puta 1553. i 1558. godine. U ožujku 1560. dođoše Turci iz Novog u Vranograč pa sve kuće popale. Na povratku se namjeriše kod Žirovca na čete Nikole Šubića Zrinskog i generala  Ivana Lenkovića koji Turke razbiju i plijen im otmu. Godine 1563. držao je Nikola Šubić Zrinski Vranograč, a plemić Mikulić Podzvizd. U Vranograču je bilo 54 stražara o trošku Krajine i 100 konjanika Nikole Šubića Zrinskog. Vranograč zauzmu Turci 1577. i u njega stave 60 konjanika i sto pješaka. Hrvatska vojska ponovo zauzme Vranograč 1578. godine i u njega je zapovjednikom postavljen Nikola Andrašević. Podzvizd zajedno s Kladušom bi povjeren kapetanu Belaviću. Pošto su obližnji gradovi Gvozdansko, Bojna i Zrin pali u turske ruke zaključilo je 1580. godine ratno vijeće u  Gradcu da se imaju Podzvizd i Vranograč razoriti. Podzvizd je od tog doba mnogo godina bio pust, a Vranograč su još neko vrijeme držali Turci. 
Prije nego što je kraljevska straža napustila Podzvizd i Vranograč već su se raselili plemići Kreščićki na sve strane po Hrvatskoj i Ugarskoj i Austriji. Najviše se kreščićkih plemića naselilo u starinskoj plemenitoj općini Draganić kod Karlovca. U Draganić prenesoše plemići svoje povelje kojima su se branili protiv kneuzova Erdődy i Zrinskih. Seoba plemića Kreščićkih u Draganić dogodila se između 1571. i 1560. godine.
Od mnogobrojnih plemića Kreščićkih najugledniji su rodovi Mikulići, Ljubići, Bilići, Boršići, Božićevići, Ćurilovići, Kazići, Podgorski, Stepkovići, Sokolovački, Šimičevići, Tumpići, Farkašići i Šurkovići.
Od znamenitih Kreščićkih plemića najznačajniji je bio svećenik Ivan Ljubić koji je 1571. ishodio potvrdu povelje svoje plemenske braće od kralja  Maksimilijana. Ljubić je bio vrlo učen i klasično naobražen čovjek. Bio je kanonik u Vratislaviji u Šleskoj. Srodnici svećenika Ivana Ljubića naseliše se u XVI. stoljeću u Majkovec kod Božjakovine, a poslije u Radišiću ispod Kalnika gdje su sačuvali obiteljska pisma i plemićku diplomu.
Od roda Farkašića znamenit je Grgur Farkašić koji je prije Nikole Šubića Zrinskog bio zapovjednik tvrđave Siget.
Tumpići od Zečeva se preseliše u Hrvatsko zagorje i potomci su Tome Tumpića, bratića starješina Bernardina i Ivana Tumpića.
Godine 1587. živio je u Svetoj Heleni kod Svetog Ivana Zeline vlastelin Juraj Mikulić od Podzvizda i Majkovca.
U Podzvizdu se 10. srpnja 1845. godine dogodio ozbiljan okršaj između Turaka i hrvatskih graničara. Tadašnji banski pukovnik, potonji hrvatski ban Josip Jelačić htio je osvetiti jednog dječaka, koji je u  Glini hvatao rakove, a jedan ga Turčin iz kubure ubio. Ne dobivši Jelačić zadovoljštine, pošao je sa svojom pukovnijom i sa srežanima u tri odjela prema Vranograču i Podzvizdu gdje je popalio nekoliko kuća. Turci se silno uplašiše Jelačića,a iz  Velike Kladuše bile su sve žene i djeca s blagom pobjegla u Malu Kladušu.

## Stanovništvo

### Popisi 1971. – 1991.
| Podzvizd           |                |              |              |
| godina popisa      | 1991.          | 1981.        | 1971.        |
| Muslimani          | 1.056 (97,86%) | 968 (97,77%) | 759 (98,95%) |
| Hrvati             | 3 (0,27%)      | 2 (0,20%)    | 4 (0,52%)    |
| Srbi               | 2 (0,18%)      | 16 (1,61%)   | 4 (0,52%)    |
| Jugoslaveni        | 7 (0,64%)      | 1 (0,10%)    | 0            |
| ostali i nepoznato | 11 (1,01%)     | 3 (0,30%)    | 0            |
| ukupno             | 1.079          | 990          | 767          |

### Popis 2013.
| Podzvizd           |              |
| godina popisa      | 2013.        |
| Bošnjaci           | 519 (62,99%) |
| Hrvati             | 3 (0,36%)    |
| Srbi               | 1 (0,12%)    |
| ostali i nepoznato | 301 (36,53%) |
| ukupno             | 824          |

## Šport
Dugi niz godina održava se Turnir u malom nogometu Podzvizd.